# Superiore generale dei ministri degli infermi
Il superiore generale è il moderatore supremo dell'ordine dei chierici regolari ministri degli infermi.

## Elenco dei superiori generali dell'Ordine
- Fondatore e I superiore generale: san Camillo de Lellis (1591-1607)
- P. Biagio Oppertis (1607-13)
- P. Francesco Antonio Nigli (1613-19)
- P. Sanzio Cicatelli (1619-25)
- P. Frediano Pieri (1625-34)
- P. Matteo Moruelli (1634-40)
- P. Giovanni Battista Novati (1640-46)
- P. Nicolò Grana (1646-52)
- P. Marcantonio Albiti (1652-56)
- P. Sante Cacciamani (1657-58)
- P. Giovanni Battista Barberis (1658-66)
- P. Giovanni Stefano Garibaldi (1666-78)
- P. Francesco Monforte (1678-84)
- P. Giovanni Battista Lasagna (1684-86)
- P. Bartolomeo Del Giudice (1687-93)
- P. Francesco Del Giudice (1693-99)
- P. Nicolò Du Mortier (1699-1705)
- P. Antonio Tinghini (1705-09)
- P. Pantaleone Dolera (1710-13)
- P. Paolo Pietro Natalini (1713-16)
- P. Domenico Gangi (1716-22)
- P. Gaspare Riccioli (1722-28)
- P. Francisco Pérez Moreno (1728-1734)
- P. Giovanni Domenico Costantini (1734-40; 1743-52)
- P. Sebastiano López Cuetto (1740-43)
- P. Domenico Pizzi (1752-58)
- P. Giovanni Gentili (1758-64)
- P. Gabriel Marin de Moya (1764-70)
- P. Nicolò Antonio Berzovini (1770-74)
- P. Bartolomé Martínez Corella (1776-82)
- P. Bonaventura Amici (1782-88)
- P. Giuseppe Dell'Uva (1788-99)
- P. Pietro Amici (1799-1807)
- P. Michelangelo Toni (1807-21)
- P. Giovanni Camillo Orsoni (1821-24)
- P. Giovanni Antonio Francone (1824-26)
- P. Giacomo Mazzetti (1826-1828) ad beneplacitum Sanctae Sedis
- P. Nicolò Liotti (1828-30)
- P. Luigi Togni (1832-38; 1844-49)
- P. Antonino Maria Scalabrini (1838-44)
- P. Silvestro De Stefano (1850-56)
- P. Francesco Italiani (1856-62)
- P. Giuseppe Oliva (1862-68)
- P. Camillo Guardi (1868-84) ad beneplacitum Sanctae Sedis
- P. Gioacchino Ferrini (1884-89)
- P. Giovanni Mattis (1889-95)
- P. Pietro Desideri (1895)
- P. Stanislao Carcereri (1895-98)
- P. Giuseppe Sommavilla (1898-1903)
- P. Francesco Vido (1904-20)
- P. Alfonso Maria Andrioli (1920-22)
- P. Pio Holzer (1923-29)
- P. Germano Curti (1929-35)
- P. Florindo Rubini (1935-47)
- P. Karl Mansfeld (1947-65)
- P. Forsenio Vezzani (1965-71)
- P. Heinrich Dammig (1971-77)
- P. Calisto Vendrame (1977-89)
- P. Angelo Brusco (1989-2001)
- P. Anthony Francis Monks (2001-2007)
- P. Renato Salvatore (2007-2014)
- P. Leocir Pessini (2014-2019)